# Monade
Monade – założona we Francji, przez Lætitię Sadier, post-rockowa grupa muzyczna.

## Dyskografia
- Socialisme ou Barbarie: The Bedroom Recordings (2003)
- A Few Steps More (2005)
- Monstre Cosmic (2008)